# Club Deportivo Llanes
El Club Deportivo Llanes es un club de fútbol de la villa de Llanes (Asturias) España. Juega en Primera Asturfútbol. Fue fundado en 1949 y su estadio es el "Estadio San José", con una capacidad de 1500 espectadores. El estadio utilizado por las categorías inferiores del C. D. Llanes es el campo de hierba artificial La Encarnación, que se encuentra situado en las instalaciones deportivas de Llanes. 

## Historia
El Club Deportivo Llanes se fundó el 21 de marzo de 1949. Ascendió por primera vez a Tercera División en la temporada 1998-99, tras quedar campeón de la Regional Preferente de Asturias. Sus mayores éxitos deportivos en liga, son las clasificaciones para disputar las promociones de ascenso a Segunda División B en el año 2009, 2010 y en el 2018.
El 11 de septiembre de 2019 logra el único título del club, con la conquista de la fase asturiana de la Copa Federación.

## Uniforme
- Uniforme titular: camiseta verde con las mangas verdiblancas y el cuello de color blanco, pantalón blanco y medias verdiblancas a rayas horizontales.
- Uniforme alternativo: camiseta roja con detalles en negro; pantalón y medias negras.

## Trayectoria en competiciones nacionales
- Temporadas en Primera División: 0
- Temporadas en Segunda División: 0
- Temporadas en Primera Federación: 0
- Temporadas en Segunda Federación: 0
- Temporadas en Tercera: 23
- Participaciones en Copa del Rey: 0

## Trayectoria
| Temporada | Nivel | Categoría                         | Puesto | Copa del Rey |
| --------- | ----- | --------------------------------- | ------ | ------------ |
| 1949–63   | —     | Regional                          | —      |              |
| 1963-64   | 5     | 2.ª Categoría Regional            | —      |              |
| 1964-65   | 5     | 2.ª Categoría Regional            | 6.º    |              |
| 1965-66   | 5     | 2.ª Categoría Regional            | 11.º   |              |
| 1966-67   | 5     | 2.ª Categoría Regional            | 7.º    |              |
| 1967-1972 |       | No compite                        |        |              |
| 1972-73   | 5     | 2.ª Categoría Regional            | 3.º    |              |
| 1973-74   | 6     | 2.ª Categoría Regional            | 2.º    |              |
| 1974-75   | 5     | 2.ª Categoría Preferente          | 11.º   |              |
| 1975-76   | 5     | 2.ª Categoría Regional Preferente | 15.º   |              |
| 1976-77   | 5     | 2.ª Categoría Regional Preferente | 15.º   |              |
| 1977-78   | 6     | 2.ª Categoría Regional Preferente | 15.º   |              |
| 1978-79   | 6     | 1.ª Categoría Regional            | 20.º   |              |
| 1979-80   | 7     | 2.ª Regional                      | 4.º    |              |
| 1980-81   | 7     | 2.ª Regional                      | 3.º    |              |
| 1981-82   | 7     | 2.ª Regional                      | 3.º    |              |
| 1982-83   | 7     | 2.ª Regional                      | 2.º    |              |
| 1983-84   | 7     | 2.ª Regional                      | 6.º    |              |
| 1984-85   | 7     | 2.ª Regional                      | 3.º    |              |
| 1985-86   | 7     | 2.ª Regional                      | 5.º    |              |
| 1986-87   | 7     | 2.ª Regional                      | 2.º    |              |
| 1987-88   | 7     | 2.ª Regional                      | 1.º    |              |
| 1988-89   | 6     | 1.ª Regional                      | 5.º    |              |
| 1989-90   | 6     | 1.ª Regional                      | 11.º   |              |
| 1990-91   | 6     | 1.ª Regional                      | 2.º    |              |
| 1991-92   | 5     | Regional Preferente               | 5.º    |              |
| 1992-93   | 5     | Regional Preferente               | 6.º    |              |
| 1993-94   | 5     | Regional Preferente               | 5.º    |              |
| 1994-95   | 5     | Regional Preferente               | 12.º   |              |
| 1995-96   | 5     | Regional Preferente               | 6.º    |              |
| 1996-97   | 5     | Regional Preferente               | 15.º   |              |
| 1997-98   | 5     | Regional Preferente               | 16.º   |              |
| 1998-99   | 5     | Regional Preferente               | 1.º    |              |
| 1999-2000 | 4     | 3.ª División                      | 9.º    |              |
| 2000-01   | 4     | 3.ª División                      | 17.º   |              |

| Temporada | Nivel | Categoría           | Puesto | Copa del Rey |
| --------- | ----- | ------------------- | ------ | ------------ |
| 2001-02   | 4     | 3.ª División        | 9.º    |              |
| 2002-03   | 4     | 3.ª División        | 10.º   |              |
| 2003-04   | 4     | 3.ª División        | 12.º   |              |
| 2004-05   | 4     | 3.ª División        | 18.º   |              |
| 2005-06   | 5     | Regional Preferente | 1.º    |              |
| 2006-07   | 4     | 3.ª División        | 13.º   |              |
| 2007-08   | 4     | 3.ª División        | 10.º   |              |
| 2008-09   | 4     | 3.ª División        | 4.º    |              |
| 2009-10   | 4     | 3.ª División        | 4.º    |              |
| 2010-11   | 4     | 3.ª División        | 14.º   |              |
| 2011-12   | 4     | 3.ª División        | 9.º    |              |
| 2012-13   | 4     | 3.ª División        | 18.º   |              |
| 2013-14   | 5     | Regional Preferente | 2.º    |              |
| 2014-15   | 4     | 3.ª División        | 7.º    |              |
| 2015-16   | 4     | 3.ª División        | 9.º    |              |
| 2016-17   | 4     | 3.ª División        | 10.º   |              |
| 2017-18   | 4     | 3.ª División        | 4.º    |              |
| 2018-19   | 4     | 3.ª División        | 6.º    |              |
| 2019-20   | 4     | 3.ª División        | 6.º    |              |
| 2020-21   | 4     | 3.ª División        | 6.º    |              |
| 2021-22   | 5     | 3.ª División RFEF   | 4.º    |              |
| 2022-23   | 5     | 3.ª Federación      | 8.º    |              |
| 2023-24   | 5     | 3.ª Federación      | 15.º   |              |
| 2024-25   | 6     | Primera Asturfútbol |        |              |

## Palmarés

### Torneos autonómicos
- Copa de la Real Federación Española de Fútbol (Fase asturiana) (1): 2020.
- Subcampeón de la Copa de la Real Federación Española de Fútbol (Fase asturiana) (2): 2001 y 2022.
- Regional Preferente de Asturias (2): 1998-99 y 2005-06.
- Subcampeón de la Regional Preferente de Asturias (1): 2013-14.
- Subcampeón de la Primera Regional de Asturias (1): 1990-91.
- Segunda Regional de Asturias (1): 1987-88.
- Subcampeón de la Segunda Regional de Asturias (2): 1973-74 y 1982-83.

### Trofeos amistosos
- Trofeo Excelentísimo Ayuntamiento de Llanes (3): 2011, 2012 y 2023.
- Memorial Cayetano Rubín de Celis: (1): 2023.